# 레스터 대학교
레스터 대학교(University of Leicester)는 영국의 연구 중심 종합대학교이며 1921년 첫 개교되었다. 1921년 '레스터셔·러틀런드칼리지(Leicestershire and Rutland College)'로 설립되어 9명의 학생으로 개교하였다. 학교 부지는 제1차 세계대전 전사자 기념물을 세우기 위해 이 지역 직물제조업자인 토머스 필딩 존슨(Thomas Fielding Johnson)이 기증하였다. 이후 유니버시티칼리지가 되었고 1927년부터 학생들이 런던대학교의 외부학위를 획득하기 위한 시험을 치렀다. 1957년 왕실의 설립인가를 받으면서 자체적으로 학위를 수여할 권한을 갖는 종합대학교로 승격되었다. 

## 같이 보기
- 국립 우주 센터